# Austria na Mistrzostwach Świata w Lekkoatletyce 2022
Austria na Mistrzostwach Świata w Lekkoatletyce 2022 – reprezentacja Austrii podczas mistrzostw świata w Eugene liczyła 3 zawodników.

## Skład reprezentacji

### Kobiety
| Zawodniczka   | Konkurencja   | Eliminacje | Eliminacje | Półfinał | Półfinał | Finał | Finał   | Źródło      |
| Zawodniczka   | Konkurencja   | Wynik      | Pozycja    | Wynik    | Pozycja  | Wynik | Pozycja | Źródło      |
| ------------- | ------------- | ---------- | ---------- | -------- | -------- | ----- | ------- | ----------- |
| Susanne Walli | bieg na 400 m | 52,18      | 24. q      | 52,37    | 23.      | NQ    | NQ      | [ 1 ] [ 2 ] |

| Zawodniczka     | Konkurencja    | Kwalifikacje | Kwalifikacje | Finał | Finał   | Źródło |
| Zawodniczka     | Konkurencja    | Wynik        | Pozycja      | Wynik | Pozycja | Źródło |
| --------------- | -------------- | ------------ | ------------ | ----- | ------- | ------ |
| Victoria Hudson | rzut oszczepem | 54,05        | 23.          | NQ    | NQ      | [ 3 ]  |

### Mężczyźni
| Zawodnik            | Konkurencja  | Kwalifikacje | Kwalifikacje | Finał | Finał   | Źródło      |
| Zawodnik            | Konkurencja  | Wynik        | Pozycja      | Wynik | Pozycja | Źródło      |
| ------------------- | ------------ | ------------ | ------------ | ----- | ------- | ----------- |
| Lukas Weißhaidinger | rzut dyskiem | 66,51        | 6. Q         | 63,98 | 10.     | [ 4 ] [ 5 ] |